# 圣安德烈德比埃日
圣安德烈德比埃日（法語：Saint-André-de-Buèges，法語發音：[sɛ̃.t‿ɑ̃dʁe də bɥɛʒ]）是法国埃罗省的一个市镇，位于该省东北部，属于洛代沃区。

## 地理
圣安德烈德比埃日（43°50'55"N, 3°39'47"E）面积15.26 平方千米，位于法国奧克西塔尼大區埃罗省，该省份为法国南部沿海省份，南濒地中海，西南接奥德省，西北接塔恩省和阿韦龙省，东北与加尔省接壤。
与圣安德烈德比埃日接壤的市镇（或旧市镇、城区）包括：布里萨克、科斯德拉塞勒、戈尔涅斯、圣让德比埃日。

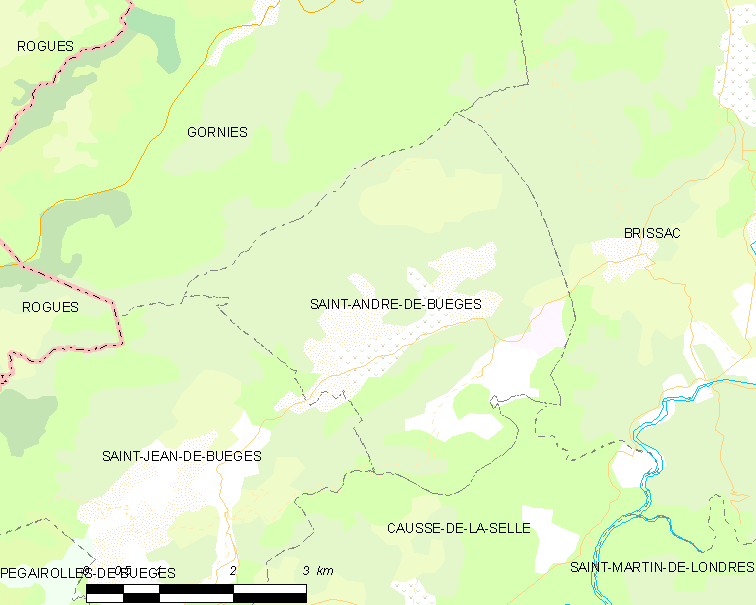
圣安德烈德比埃日的OSM定位图

圣安德烈德比埃日的时区为UTC+01:00、UTC+02:00（夏令时）。

## 行政
圣安德烈德比埃日的邮政编码为34190，INSEE市镇编码为34238。

## 政治
圣安德烈德比埃日所属的省级选区为洛代沃县。

## 人口

1962-2008年间圣安德烈德比埃日人口变化图示

圣安德烈德比埃日于2022年1月1日时的人口数量为47人。